# Jan III van Bretagne
Jan III van Bretagne bijgenaamd de Goede (Châteauceaux, 8 maart 1286 - Caen, 30 april 1341) was van 1301 tot 1314 en van 1317 tot 1331 burggraaf van Limoges, van 1312 tot 1317 graaf van Penthièvre en van 1312 tot aan zijn dood hertog van Bretagne. Hij behoorde tot het huis Dreux-Bretagne.

## Levensloop
Jan III was de oudste zoon van hertog Arthur II van Bretagne en diens eerste echtgenote, burggravin Maria van Limoges. Na het overlijden van zijn moeder kreeg hij in 1301 van zijn vader het burggraafschap Limoges toegewezen. In 1312 volgde hij zijn vader op als hertog van Bretagne en graaf van Penthièvre.
Jan III had moeilijke familieverhoudingen. In 1314 nam zijn broer Gwijde hem het burggraafschap Limoges af, dat Jan III in 1317 met hem omruilde voor het graafschap Penthièvre. Bovendien had hij een hekel aan zijn halfbroer Jan van Montfort en hij deed meerdere pogingen om hem onwettig te laten verklaren. Dit mislukte echter, waardoor Jan van Montfort zijn erfrechten op het hertogdom Bretagne behield. Na het overlijden van zijn broer Gwijde benoemde Jan III diens dochter Johanna in 1331 tot de nieuwe erfgename van Bretagne, waarvoor hij echter niet de toestemming vroeg van de Bretonse Staten.
Na het overlijden van zijn oom Jan erfde hij in 1335 het Engelse graafschap Richmond. Hij diende hiervoor koning Eduard III van Engeland te huldigen. Desondanks bleef hij vanaf het begin van de Honderdjarige Oorlog in 1337 trouw aan Frankrijk.
In 1341 stierf Jan III tijdens een veldtocht tegen de Engelse troepen in Normandië. Hij werd bijgezet in het karmelietenklooster van Ploërmel. Omdat zijn erfregeling geen erkenning kreeg, brak de Bretonse Successieoorlog uit, die meer dan twintig jaar duurde. De strijd ging tussen zijn halfbroer Jan van Montfort en diens zoon Jan IV enerzijds en zijn nicht Johanna en diens echtgenoot Karel van Blois anderzijds.

## Huwelijken
Jan III was driemaal gehuwd, maar had geen nakomelingen. In 1298 huwde hij met zijn eerste echtgenote Isabella (1292-1309), dochter van graaf Karel van Valois en zus van de latere koning Filips VI van Frankrijk. In 1310 huwde hij met zijn tweede echtgenote Isabella (1283-1328), dochter van koning Sancho IV van Castilië. Zijn derde echtgenote werd Johanna (1310-1344), dochter van graaf Eduard van Savoye, met wie hij in 1329 huwde. 

## Voorouders
| Voorouders van Jan III van Bretagne | Voorouders van Jan III van Bretagne                                | Voorouders van Jan III van Bretagne                                | Voorouders van Jan III van Bretagne                                           | Voorouders van Jan III van Bretagne                                           | Voorouders van Jan III van Bretagne                                  | Voorouders van Jan III van Bretagne                                  | Voorouders van Jan III van Bretagne                                  | Voorouders van Jan III van Bretagne                                  |
| ----------------------------------- | ------------------------------------------------------------------ | ------------------------------------------------------------------ | ----------------------------------------------------------------------------- | ----------------------------------------------------------------------------- | -------------------------------------------------------------------- | -------------------------------------------------------------------- | -------------------------------------------------------------------- | -------------------------------------------------------------------- |
| Overgrootouders                     | Jan I van Bretagne (1217-1286) ∞ Blanche van Navarra (1226-1283)   | Jan I van Bretagne (1217-1286) ∞ Blanche van Navarra (1226-1283)   | Hendrik III van Engeland (1207-1272) ∞ 1236 Eleonora van Provence (1223-1291) | Hendrik III van Engeland (1207-1272) ∞ 1236 Eleonora van Provence (1223-1291) | Gwijde V van Limoges (-) ∞ Emegarde (-)                              | Gwijde V van Limoges (-) ∞ Emegarde (-)                              | Hugo IV van Bourgondië (1213-1272) ∞ Yolande van Dreux (1212-1248)   | Hugo IV van Bourgondië (1213-1272) ∞ Yolande van Dreux (1212-1248)   |
| Grootouders                         | Jan II van Bretagne (1239-1305) ∞ Beatrix van Engeland (1242–1275) | Jan II van Bretagne (1239-1305) ∞ Beatrix van Engeland (1242–1275) | Jan II van Bretagne (1239-1305) ∞ Beatrix van Engeland (1242–1275)            | Jan II van Bretagne (1239-1305) ∞ Beatrix van Engeland (1242–1275)            | Gwijde VI van Limoges (-1263) ∞ Margartha van Bourgondië (1229-1277) | Gwijde VI van Limoges (-1263) ∞ Margartha van Bourgondië (1229-1277) | Gwijde VI van Limoges (-1263) ∞ Margartha van Bourgondië (1229-1277) | Gwijde VI van Limoges (-1263) ∞ Margartha van Bourgondië (1229-1277) |
| Ouders                              | Arthur II van Bretagne (1261-1312) ∞ Maria van Limoges (1260–1291) | Arthur II van Bretagne (1261-1312) ∞ Maria van Limoges (1260–1291) | Arthur II van Bretagne (1261-1312) ∞ Maria van Limoges (1260–1291)            | Arthur II van Bretagne (1261-1312) ∞ Maria van Limoges (1260–1291)            | Arthur II van Bretagne (1261-1312) ∞ Maria van Limoges (1260–1291)   | Arthur II van Bretagne (1261-1312) ∞ Maria van Limoges (1260–1291)   | Arthur II van Bretagne (1261-1312) ∞ Maria van Limoges (1260–1291)   | Arthur II van Bretagne (1261-1312) ∞ Maria van Limoges (1260–1291)   |
| Jan III van Bretagne (1286-1341)    |                                                                    |                                                                    |                                                                               |                                                                               |                                                                      |                                                                      |                                                                      |                                                                      |